# Kacio Freitas
Kacio Fonseca da Silva Freitas (* 13. Mai 1994 in Leopoldina) ist ein brasilianischer Radrennfahrer. Er ist auf der Bahn seit Mitte der 2010er Jahre der dominierende Fahrer seines Landes in den Kurzzeitdisziplinen.

## Sportliche Laufbahn
Seine ersten nationalen Titel errang Kacio Freitas als Junior im Straßenradsport: 2010 siegte er im Einzelzeitfahren und 2011 im Straßenrennen.
2011 startete Freitas – weiterhin als Junior – bei den Panamerikameisterschaften und errang Silber im Teamsprint sowie Bronze im Scratch. Bei den Südamerikaspielen 2014 belegte er gemeinsam mit Dieferson Borges und Flávio Cipriano Rang drei im Teamsprint. 2015 wurde er bei den Panamerikameisterschaften Dritter im Keirin. Im selben Jahr holte er be den Panamerikaspielen gemeinsam mit Cipriano und Hugo Vasconcellos Bronze im Teamsprint. Seit 2015 errang er insgesamt zwölf brasilianische Meistertitel in Sprint, Keirin und im 1000-Meter-Zeitfahren. 2021 wurde er nationaler Meister in der Mannschaftsverfolgung, gleichzeitig wandte er sich zunehmend dem Straßenradsport zu. Für 2022 erhielt er einen Vertrag beim UCI Continental Team Swift Carbon Pro Cycling Brasil.

## Ehrungen
Im Dezember 2018 wurde Kacio Freitas im Teatro Bradesco in Rio de Janeiro mit dem O Prêmio Brasil Olímpico als bester Bahnradsportler des Landes ausgezeichnet.

## Erfolge

### Bahn
2011
- Junioren-Panamerikameisterschaft – Teamsprint (mit Diefferson Borges und Marcos Leite de Sousa)
- Junioren-Panamerikameisterschaft – Scratch

2014
- Südamerikaspiele – Teamsprint (mit Diefferson Borges und Flávio Cipriano)

2015
- Panamerikaspiele – Teamsprint (mit Flávio Cipriano und Hugo Vasconcellos)
- Panamerikameisterschaft – Keirin
- Brasilianischer Meister – Sprint, Keirin, 1000-Meter-Zeitfahren

2016
- Brasilianischer Meister – Keirin, 1000-Meter-Zeitfahren

2017
- Brasilianischer Meister – Sprint, Keirin, 1000-Meter-Zeitfahren

2018
- Südamerikaspiele – Teamsprint (mit Flávio Cipriano und Joao Vitor da Silva)
- Panamerikameisterschaft – Teamsprint (mit Flávio Cipriano und Joao Vitor da Silva)
- Brasilianischer Meister – Sprint, Keirin

2019
- Brasilianischer Meister – Sprint, Keirin
- Panamerikaspiele – Teamsprint (mit Flávio Cipriano und Joao Vitor da Silva)

2021
- Brasilianischer Meister – Mannschaftsverfolgung (mit Armando da Costa Camargo, Altemir Da Rosa und Patrick Gabriel Oyakaua)

### Straße
2010
- Brasilianischer Junioren-Meister – Einzelzeitfahren

2011
- Brasilianischer Junioren-Meister – Straßenrennen